# Rhabdalestes tangensis
Rhabdalestes tangensis is een straalvinnige vissensoort uit de familie van de Afrikaanse karperzalmen (Alestidae). De wetenschappelijke naam van de soort is voor het eerst geldig gepubliceerd in 1907 door Einar Lönnberg.
De soort komt voor in Oost-Afrika; ze werd in Tanga (tegenwoordig in Tanzania) ontdekt door een Zweedse expeditie naar Duits-Oost-Afrika in 1905.